# Малокандалинский район
Малокандалинский район — административно-территориальная единица в составе Куйбышевского края, Куйбышевской и Ульяновской областей РСФСР, существовавшая в 1935—1956 годах.
Малокандалинский район был образован в январе 1935 года в составе Куйбышевского края. В состав района вошли Абдуловский, Аппаковский, Боровский, Большекандалинский, Бригадировский, Бряндинский, Василевский, Лесоникольский, Малокандалинский, Новиковский, Новосахчинский, Новорождественский, Староеремкинский, Старовыходцевский, Старописьмирский, Старосахчинский, Старорождественский, Тиинский, Тинарский, Терентьевский, Татарско-Урайкинский и Хмелевский сельсоветы, переданные из Мелекесского района.
19 января 1943 года Малокандалинский район вошёл в состав новой Ульяновской области.
11 февраля 1944 года из Малокандалинского района в новый Тиинский район были переданы Аппаковский, Боровский, Бригадировский, Лесо-Васильевский, Новорождественский, Новосахчинский, Старописьмирский, Старосахчинский, Слободо-Выходцевский, Терентьевский, Тиинский, Тинарский и Хмелевский с/с.
7 июля 1953 года были упразднены Абдуловский, Лесо-Никольский и Новиковский с/с.
2 ноября 1956 года Малокандалинский район был упразднён, а его территория разделена между Старомайнским и Чердаклинским районами.